# Tiffany (альбом)
Tiffany — дебютный студийный альбом американской певицы Тиффани, вышел 24 августа 1987 года.

## Об альбоме
Тиффани начала работать с продюсером Джорджем Тобином несколько лет ранее, некоторые песни были записаны ещё в 1984 году, когда певице было 12 лет. Тиффани отправилась в тур по торговым центрам Америки, который назывался The Beautiful You: Celebrating The Good Life Shopping Mall Tour '87, благодаря которому её популярность росла. Первым синглом с альбома стал «Danny», однако радиостанции проигнорировали его в пользу кавер-версии группы Tommy James & the Shondells «I Think We're Alone Now». Песня станет вторым синглом и попадет на первую строчку американского чарта Billboard Hot 100 и чарта Великобритании. Третий сингл, «Could've Been», также достиг первой строчки. Благодаря хорошим продажам синглов, альбом попал на первое место Billboard 200, тем самым сместив альбом Джорджа Майкла Faith. Интерпретация хита Леннона/Маккартни «I Saw Her Standing There» — «I Saw Him Standing There» — также стала хитом. В США было продано более 4.1 млн копий альбома.
Последующие синглы не имели подобного успеха, и критики, которые называли Тиффани «марионеткой в руках продюсеров», начали говорить о том, что карьера певицы идет на спад. Тиффани будет популярной ещё год, и её второй альбом, Hold an Old Friend's Hand, также станет платиновым.
Весной 1988 года жизнь и карьера Тиффани претерпели большие изменения. В прессе широко освещался судебный процесс между самой певицей, её матерью, отчимом и продюсером. Мать певицы, которая когда-то одобрила контракт Тиффани и продюсера Джорджа Тобина (певица была несовершеннолетней), пожалела об этом, так как в своё время не проконсультировалась с адвокатами в соответствующей сфере, и почувствовала, что Тобин имел полный контроль над карьерой Тиффани и 50 % выручки. Тиффани, напротив, была не против этого, посчитав, что мать и отчим ищут свою выгоду. Она попросила судью позволить ей выйти из-под родительской опеки, однако запрос был отклонен.
Летом 1988 года Тиффани отправилась в тур вместе с непопулярной тогда группой New Kids on the Block, которая впоследствии вытеснит певицу из поля зрения.

## Список композиций
1. «Should’ve Been Me» — 3:39
2. «Danny» — 4:00
3. «Spanish Eyes» — 3:56
4. «Feelings of Forever» — 3:52
5. «Kid On A Corner» — 4:02
6. «I Saw Him Standing There» — 4:12
7. «Johnny’s Got The Inside Moves» — 3:20
8. «Promises Made» — 4:50
9. «I Think We're Alone Now» — 3:47
10. «Could've Been» — 3:30

## Би-сайды
- No Rules (Paul Mark, John Edward Duarte)
- The Heart Of Love (Paul Mark, John Edward Duarte)
- Mr. Mambo (Paul Mark, John Edward Duarte)
- Gotta Be Love (Paul Mark, John Edward Duarte)
- Can’t Stop A Heartbeat (Paul Mark, John Edward Duarte)
- Out Of My Heart (Paul Mark, John Edward Duarte)
- Heart Don’t Break Tonight (Steven McClintock, Timothy James Auringer)